# Dorothy P. Lathrop
Dorothy Pulis Lathrop (16 de abril de 1891—1980) foi uma escritora e ilustradora estadunidense.

## História
Nascida em Albany, em 1930, ela ilustrou o vencedor da Medalha Newbery, Hitty, Her First Hundred Years, escrito por Rachel Field. Em 1937 ela ilustrou Animals of the Bible, com o qual ganhou a primeira Medalha Caldecott, em 1938. Seu último livro ilustrado foi Bells and Grass (1942). Todavia, Lathrop não encerrou sua carreira nos livros. Ela também escreveu seu primeiro livro, The Fairy Circus, em 1931. Continuou a escrever até sua morte, em 1980.

## Premiações
- Medalha Caldecott (1938)